# Hmida Ennaifer
Pour les articles homonymes, voir Famille Ennaifer.
Hmida Ennaifer ou H'mida Ennaïfar (arabe : أحميدة النيفر), né en 1942 à Tunis, est un universitaire et théologien tunisien.

## Biographie
Il naît dans une famille tunisoise comptant des dignitaires religieux ; sa famille d'origine chérifienne et originaire d'Irak s'installe en Égypte puis à Sfax en 1714, où elle travaille dans l'artisanat de la parfumerie ; elle s'installe à Tunis à la fin du XVIIIe siècle et forme la troisième plus importante lignée religieuse après les Bayram et les Belkhodja.
Il obtient une maîtrise en lettres arabes puis un doctorat de l'Université Zitouna de Tunis et de la Sorbonne à Paris. Au début des années 1970, il est très actif dans les milieux islamistes de Tunis et assure le prêche du vendredi dans la mosquée Abi Mohamed El Morjani à Halfaouine. Il est, avec Rached Ghannouchi et Abdelfattah Mourou, l'un des trois leaders du mouvement islamiste en Tunisie. En 1973, il est arrêté par la police en compagnie de Mourou et Ghannouchi après avoir tenté d'organiser une assemblée d'une centaine de personnes à Sousse. Hmida Ennaifer représente alors, au sein de la mouvance islamiste, l'aile intellectuelle et modérée. Il quitte la Jamâa Al-Islamiya avant qu'elle ne devienne en 1981 le Mouvement de la tendance islamique (Ennahdha).
De 1981 à 2004, il est professeur de théologie musulmane à l'Université Zitouna. En 1982, il fonde la revue culturelle tunisienne 15/21 et en reste le directeur jusqu'en 1991. Il est également un membre fondateur du Forum culturel Al-Jahiz de Tunis.
En 1985, il devient membre du Groupe de recherches islamo-chrétien (GRIC). De 1989 à 1991, il exerce par ailleurs la responsabilité de conseiller ministériel pour l'éducation nationale et les questions religieuses en Tunisie. Depuis décembre 2005, il exerce la fonction de coprésident du GRIC.
Le 11 mai 2013, il lance la Ligue de Tunisie pour la culture et la pluralité qui va œuvrer pour un dialogue constructif en faveur du développement d'une pensée politique et civilisationnelle nouvelle et du rehaussement de la conscience individuelle tunisienne.